# هانز بوزيك
هانز بوزيك (بالألمانية: Hans Buzek)‏ (مواليد 22 مايو 1938) هو لاعب كرة قدم. يلعب مع منتخب النمسا لكرة القدم. سبق له أن لعب في كأس العالم لكرة القدم مع منتخب بلاده.

## مسيرته الكروية
لعب هانز بوزيك خلال مسيرته الاحترافية مع 6 أندية في عشرون موسمًا وسجل خلالها 229 هدف ضمن 410 مباراة. حيث فاز في ثلاثة مواسم بالكأس وفي موسمين بالدوري.
خاض هانز بوزيك مسيرته مع نادي فيرست فيينا في موسم 1954–55 ليلعب معه تسعة مواسم، مشاركًا في 163 مباراة سجل خلالها 138 هدف. ثم انتقل إلى نادي أوستريا فيينا في موسم 1962–63 ليلعب معه خمسة مواسم، حيث شارك في 107 مباراة سجل خلالها 54 هدفًا. لينتقل بعدها إلى نادي فينر في موسم 1967–68 ولمدة موسمين، مشاركًا في 41 مباراة سجل خلالها 18 هدفًا. ثم انتقل إلى دورنبيرن 1913 ‏ في موسم 1969–70 لمدة موسم واحد، مشاركًا في 27 مباراة سجل خلالها 4 أهداف. هذا وانتقل لاحقًا إلى نادي رابيد فيينا في موسم 1970–71 ولمدة موسمين، مشاركًا في 49 مباراة سجل خلالها 12 هدفًا. ثم انتقل بعدها إلى نادي كارنتين في موسم 1972–73 لمدة موسم واحد، مشاركًا في 23 مباراة سجل خلالها 3 أهداف.

## روابط خارجية
- هانز بوزيك على موقع الاتحاد الدولي (مؤرشف)  (الإنجليزية)
- هانز بوزيك على موقع قاعدة بيانات كرة القدم.إي يو (الإنجليزية)
- هانز بوزيك على موقع ناشيونال فوتبول تيمز (الإنجليزية)
- هانز بوزيك على موقع عالم كرة القدم.نت (الإنجليزية)